# Václav Měřička
Václav August Měřička (ur. 18 stycznia 1916, zm. 15 czerwca 2001) – czeski falerysta i autor wielu książek w tematyce orderów, odznaczeń i medali.
Swoją kolekcję literatury falerystycznej, liczącą 446 tytułów, przekazał do Muzeum Narodowego w Pradze, które z tego zbioru utworzyło bibliotekę nazwaną „Měřičkova knihovna”.

## Publikacje
- (cz.) Pamětní a záslužná vyznamenání z údobí 1789 až 1815 (1965)
- (niem.) Orden und Auszeichnungen (1966, 1969)
- (cz.) Medaile Jana Zižky z Trocnova (1967)
- (ang.) Orders and Decorations (1969)
- (cz.) Diplomový odznak krále Karla IV (1970)
- (ang.) The Book of Orders and Decorations (1975)
- (niem.) Das Buch der Orden und Auszeichnungen'' (1976, 1990)
- (niem.) Faleristik. Ein Buch über Ordenskunde (1976)
- (niem.) Orden und Ehrenzeichen der österreichisch-ungarischen Monarchie (1974)
- (cz.) Řády a vyznamenání z období napoleonských válek (1990)

### SeriaČeskoslovenská vyznamenání
- (cz.) Československá vyznamenání. Díl 6., část a, 2. národní odboj (1973)
- (cz.) Československá vyznamenání. Díl 6., část b, 2. národní odboj (1973)
- (cz.) Československá vyznamenání. Část 4, 1945-1975 (1976)
- (cz.) Československá vyznamenání. Část 5, 1. národní odboj 1914-1918 (1979)
- (cz.) Československá vyznamenání. Část 6, 2. národní odboj (1984)
- (cz.) Československá vyznamenání. Část 6. c, 2. národní odboj (1988)